# 阿爾奎納 (印第安納州)
阿爾奎納（英語：Alquina）是位於美國印地安納州費耶特縣的一個非建制地區。該地的面積和人口皆未知。